# 쿄 마치코
쿄 마치코(일본어: 京 マチ子, 1924년 3월 25일 ~ 2019년 5월 12일)는 일본의 배우이다. 본명은 야노 모토코(일본어: 矢野 元子)이며, 오사카부 오사카시 출신이다. 오사카시의 쇼치쿠 가극단을 거쳐, 1949년 다이에이에 입사하며 배우로 데뷔했다.
후배 와카오 아야코, 야마모토 후지코와 함께 다이에이의 ‘간판 여배우’로 활약했으며, 미조구치 겐지 감독의 《우게쓰 이야기》 (1953년), 구로사와 아키라 감독의 《라쇼몽》 (1950년), 기누가사 데이노스케 감독의 《지옥문》 (1953년) 등 주연작이 일본 외 영화제에서 차례차례 입상하며 "그랑프리 여배우"라고 불린다.

## 수상 경력
- 1950년: 제5회 마이니치 영화 콩쿠르 여우주연상 《라쇼몽》, 偽れる盛装
- 1964년: 제38회 키네마 준보상 여우주연상 《甘い汗》
- 1964년: 제19회 마이니치 영화 콩쿠르 여우주연상 《甘い汗》
- 1987년: 자수훈장
- 1994년: 보관장
- 1994년: 제5회 일본영화비평가대상 골든 글로리상
- 1995년: 제18회 일본 아카데미상 특별상

## 출연 작품

### 영화
총 97편의 영화에 출연했다.
- 1949년 《바보의 사랑》
- 1950년 《라쇼몽》
- 1951년 《겐지모노가타리》
- 1951년 《자유학교》
- 1953년 《우게쓰 이야기》
- 1953년 《지옥문》
- 1955년 《양귀비》
- 1956년 《적선지대》
- 1959년 《부초》
- 1962년 《여자의 일생》
- 1963년 《여계가족》
- 1974년 《화려한 일족》
- 1974년 《어느 영화 감독의 생애: 미조구치 겐지의 기록》
- 1975년 《금환식》
- 1984년 《화장》

### 드라마
- 1977년 《이누가미 일족》
- 1979년 《귀로》
- 1982년 《아아 이혼》
- 1983년 《여자들의 과외수업》
- 1994년 《꽃의 난》